# Der Tantenmörder
Der Tantenmörder ist eine Moritat von Frank Wedekind, die 1897 in Die Fürstin Russalka veröffentlicht wurde.

## Entstehungszeit

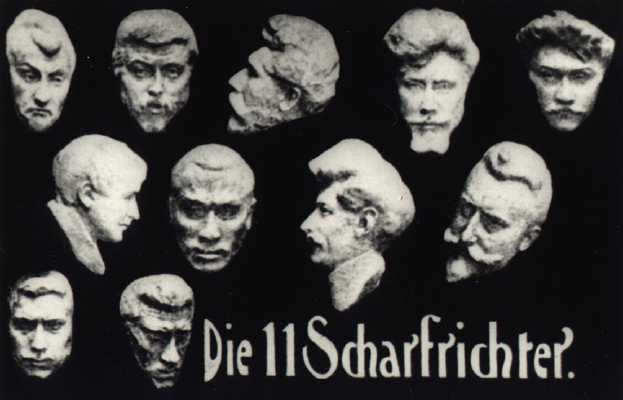
Die Elf Scharfrichter

Das Gedicht wurde 1902 im Münchener Kabarett Die Elf Scharfrichter zum ersten Mal vorgetragen. Quelle war eine Gerichtsverhandlung, in der ein Mörder vor Gericht gestand, seine altersschwache Tante aus Habgier umgebracht zu haben.

## Inhalt
Ein Mörder berichtet vor Gericht, dass er seine altersschwache Tante umgebracht hat und hofft auf Grund seiner blühenden Jugend auf ein mildes Urteil, da ihm Geld mehr nütze als einer alten Tante, die damit ohnehin nichts mehr anfangen konnte.
Das Gedicht endet mit den folgenden Worten:

Ich hab' meine Tante geschlachtet,  

Meine Tante war alt und schwach;  

Ihr aber, o Richter, ihr trachtet  

Meiner blühenden Jugend-Jugend nach.

## Kommentar
Bezeichnend ist die Gefühllosigkeit, mit der der Mörder seine Tat schildert. Schon der erste Satz des Geständnisses schockiert, da der Mörder davon spricht, dass er seine Tante „geschlachtet“ habe.
Aus der Tradition des Bänkelsangs entlehnt Wedekind die volkstümliche Strophenform und die primitive Sprechweise, die gelegentlich durch komische Doppelwörter („Kisten-Kasten“, „Jugend-Jugend“) leicht entspannt wird.
„Der Tantenmörder“ ist ein Rollengedicht, das in Form eines Monologs das Bekenntnis eines Raubmörders wiedergibt.

## Ausgaben
- Frank Wedekind: Die Fürstin Russalka. Verlag Albert Langen, Paris und Leipzig 1897, S. 191.

## Sonstige Umsetzungen
Im Jahre 2003 machte die Mittelalter-Rockgruppe In Extremo in etwas veränderter Form für ihr Stück „Albtraum“ Gebrauch vom Tantenmörder.
Eine Chansonversion der „geschlachteten Tante“ findet sich auf der CD „Wir richten scharf und herzlich – Chansons aus 100 Jahren Kabarett“ von Jo van Nelsen aus dem Jahr 2002.